# Gausi
I Gausi furono una dinastia che regnò sui Longobardi a metà del VI secolo, estinta dopo appena due re.

## Origine del nome
Il nome della dinastia deriva dal popolo dei Goti, in quanto scaturita dal matrimonio tra Audoino e Rodelinda, figlia di Ermanafrido, ultimo re dei Turingi, e di Amalaberga, a sua volta figlia di Amalafrida, consorte di Trasamondo re dei Vandali e sorella di Teodorico il Grande re dei Goti.

## Storia
Da alcuni identificati, senza particolari conferme storiche, con una casata di Goti, i Gausi furono una stirpe prominente del popolo dei Longobardi. A determinare la loro ascesa al trono fu un'usurpazione: quella perpetrata nel 547 da Audoino ai danni della casata legittima, quella dei Letingi. Il cambio della guardia non passò attraverso un regicidio (sembra che l'ultimo dei Letingi, Valtari, sia morto ancora giovane per cause naturali), ma da una sorta di passaggio di consegne verso colui che fin dall'ascesa al trono di Valtari, minorenne, aveva esercitato la reggenza.
L'intronazione di Audoino lese i diritti di altri esponenti letingi, ancora in vita, ma non impedì al nuovo sovrano di imporre una nuova dinastia. Con la morte del figlio e successore di Audoino, Alboino, nel 572, la dinastia però si estinse, giacché Alboino non aveva eredi maschi (di una sua figlia femmina portata prigioniera prima a Ravenna e poi a Costantinopoli, Alpsuinda, si persero le tracce). Come suo successore fu eletto Clefi della stirpe dei Beleos.
I due sovrani Gausi furono:
- Audoino, 547 - 560
- Alboino, 560 - 572